# AliOS
Aliyun OS (kinesiska: 阿里雲; pinyin: ālǐ yún, betyder "Ali moln") är en linuxdistribution för smartphones. Aliyun är utvecklat av Alibaba Cloud Computing (阿里云计算 (AliCloud)) , ett dotterbolag till kinesiska företaget Alibaba Group. AliCloud grundades år 2009 med mål att utveckla en mobil molntjänstbaserad serviceplattform som integreras väl med Alibabas övriga tjänster. Aliyun OS släpptes på den kinesiska marknaden den 28 juli 2011. Den första smartphonemodellen som använde operativsystemet var K-Touch W700. Försäljningen av Aliyun OS drivna mobiltelefoner passerade en miljoner sålda exemplar i slutet av maj 2012. Enligt företaget ska Aliyun OS erbjuda molntjänster för bland annat e-post, webbsökningar, väderuppdateringar, kartor, anteckningar, bilder, film, musik, e-böcker och säkerhetskopiering samt synkronisering mellan mobiltelefon och till exempel en dator.